# Sociëteit

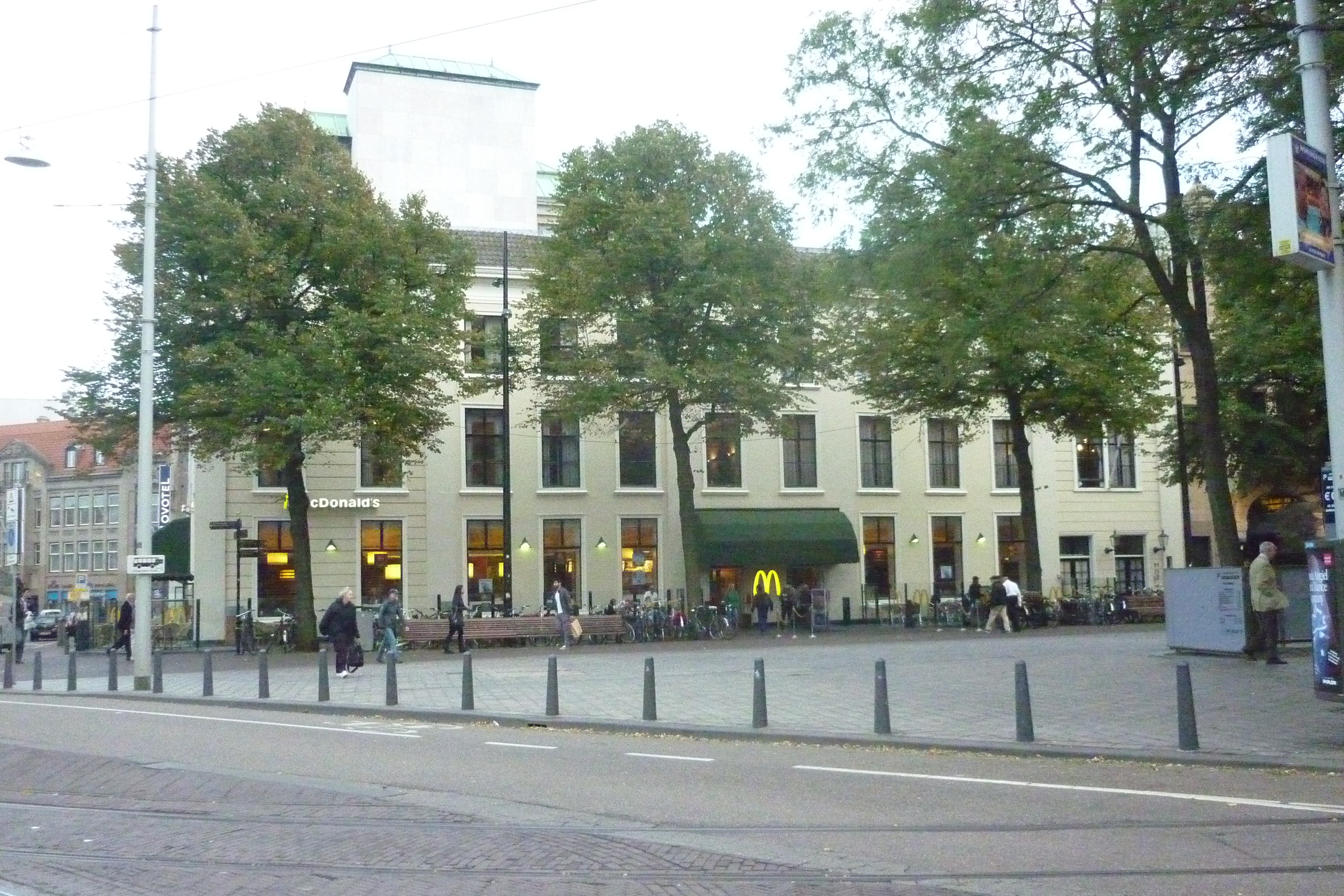
Sociëteit de Besognekamer in Den Haag, opgericht in 1795

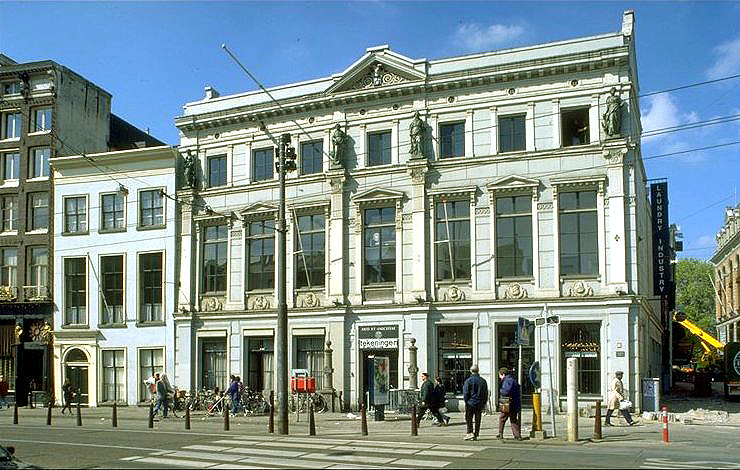
Kunstenaarssociëteit Arti et Amicitiae aan het Rokin in Amsterdam (1839)

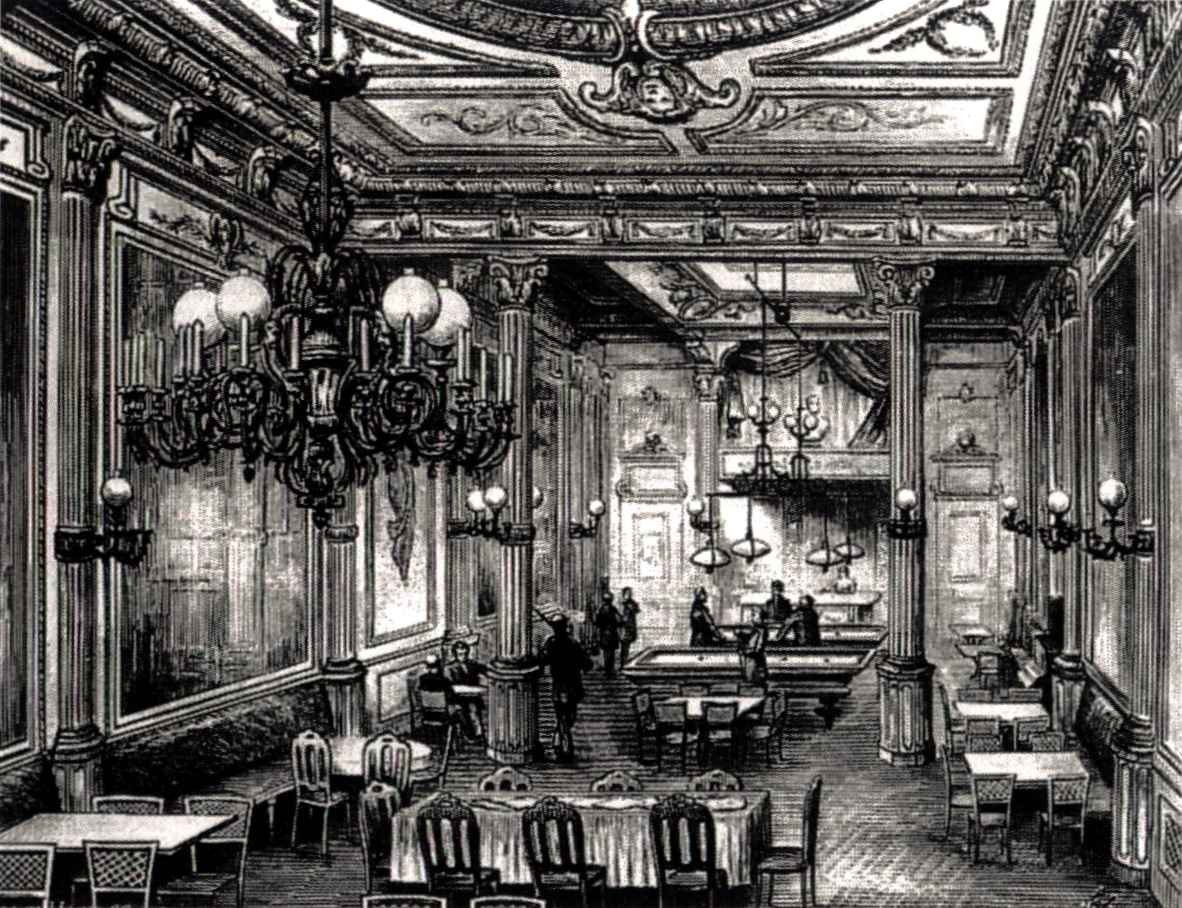
Sociëteit Momus, Vrijthof, Maastricht (1883)

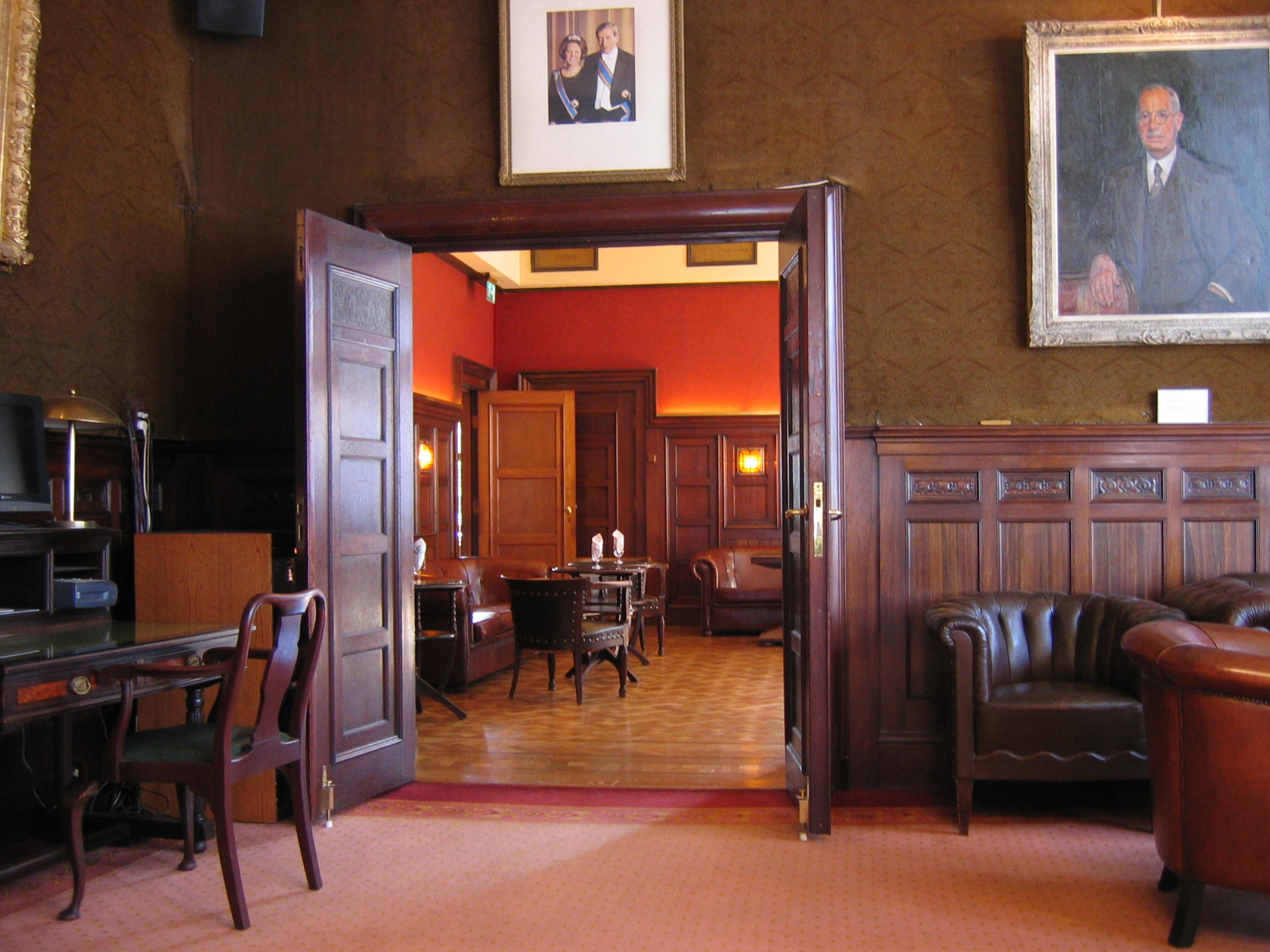
Interieur van de Koninklijke Industrieele Groote Club op de Dam in Amsterdam

Een sociëteit is een besloten gezelligheidsvereniging, waarbij soms ook het gebouw waar de vereniging bij elkaar komt wordt aangeduid als sociëteit.
In de 18e en 19e eeuw waren sociëteiten exclusieve clubs voor heren uit de hogere of militaire kringen. Tegenwoordig wordt de term ook generieker gebruikt voor accommodaties van zowel studenten- als andere gezelligheidsverenigingen. Hierbij kan dan zowel het gebouw of een andere plek van samenkomst soos worden genoemd.

## Naamsbetekenis
Oorspronkelijk stamt het woord "sociëteit" af van het Latijnse woord "societas", dat zoiets betekent als "gemeenschap" of "gezelschap". Dit woord is afgeleid van "socius", dat zoiets betekent als "metgezel". Het woord sociëteit slaat dus op een groep mensen die iets gemeenschappelijks hebben. Terwijl de Nederlandse variant een elitaire bijklank had, wordt het Engelse "society" veel breder gebruikt. In het Engels heeft het de betekenis van samenleving of maatschappij.

## Begin
Sociëteiten bestaan in Nederland sinds 1748. Dat is het jaar waarin Den Haag de Grande Société werd opgericht: een mannengezelschap uitsluitend bedoeld voor en bevolkt door adellijken, aristocraten, regeringsleden, hoge ambtenaren en diplomaten. De Grande Société was opgericht om de in 1747 tot kapitein-generaal, admiraal en erfstadhouder van de gehele Nederlandse Republiek uitgeroepen stadhouder van Friesland, Groningen, Drenthe en Gelderland een permanent ‘maatschappelijk draagvlak’ te gaan bieden. De betreffende telg van het huis van Oranje-Nassau is als erfstadhouder prins Willem IV de geschiedenis ingegaan.
Tijdens het Tweede Stadhouderloze Tijdperk (1702-1747) waren immers oude krachten tegen het huis van Oranje-Nassau fors op sterkte gekomen. In een omgeving van ontspannen vermaak, kaartspel, converseren, drinken en dineren zouden de verhoudingen verbeterd moeten kunnen worden. Althans, dit was de hoop en ook het voornemen van erfstadhouder Willem IV en zijn naar Den Haag meegekomen Friese hofentourage. De besloten herensociëteit had een eigen pand, kende vaste regels (‘wetten’), nam besluiten bij meerderheid van stemmen en koos haar eigen bestuur; redenen waarom deze sociëteit wel als ‘minidemocratie’ is aangeduid. Destijds was dit een nieuw verschijnsel in de Nederlandse samenleving.

## Politiek
De sociëteiten die in de late 18e eeuw elders in het land werden opgericht, vrijwel allemaal met een politiek doel, namen dit organisatiemodel over. Dit was de periode waarin prinsgezinden lijnrecht tegenover patriotten stonden. Vanaf de stichting van het Verenigd Koninkrijk der Nederlanden (1815) verloren deze politieke sociëteiten hun scherpte. Voor zover zij niet werden opgeheven of fuseerden, veranderden zij in meer bedaagde gezelschappen, waarin zelfs tegenstanders van weleer elkaar plachten te ontmoeten.

## Nieuwe start
Met de opkomst al voor het midden van de 19e eeuw van een nieuwe maatschappelijke klasse – een nieuwe groep economisch machtigen waarin fabrikanten voorop gingen – werd het fenomeen sociëteit nieuw leven ingeblazen.
Sociëteiten vindt men in Nederland op veel plaatsen. Meestal zijn ze uitsluitend voor mannen bestemd, die in de regel vrij hoog zijn opgeleid, verantwoordelijke/leidinggevende posities bekleden in de publieke of private sector of die zelfstandige beroepen uitoefenen. Zij zijn vaak ondernemend, dit in brede betekenis te verstaan. Dit brengt met zich mee dat het fenomeen sociëteit wel getypeerd wordt met elitair.
Sinds de jaren 1990 mogen veel sociëteiten zich in een toenemende belangstelling verheugen. Naast mannensociëteiten bestaan er ook talloze vrouwensociëteiten, zoals de Nederlandse Vrouwenclub (opgericht in 1923) en vele gemengde sociëteiten.

## Studentensociëteiten
Het is met name in Nederlandse universiteitssteden dat het woord sociëteit voor alles met studenten wordt geassocieerd. De eerste studentencorpora in de 19e eeuw hadden de aanduiding sociëteit overgenomen van de oude, 18e-eeuwse verenigingen, om daarmee aan te geven dat de leden notabelen in wording waren. De naamgeving 'sociëteit' drong hierna langzaam door tot diep in de studentenwereld als 'de' normaliteit van georganiseerd zijn. In Vlaanderen wordt eerder de term verenigingshuis gebruikt, maar die zijn uiterst zeldzaam. Enkel in Leuven beschikken twee studentenverenigingen over een eigen huis: K.V.H.V. en Corps Flaminea.

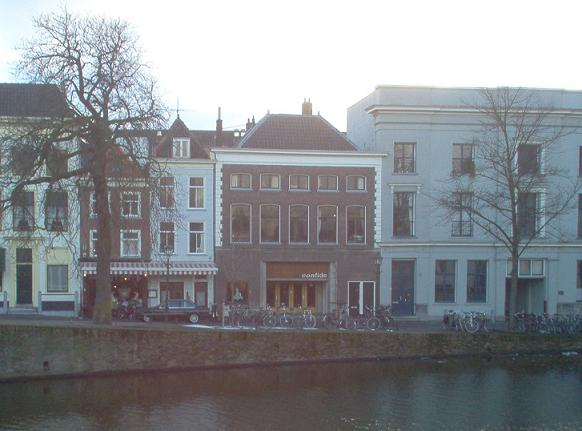
Sociëteit Confide van C.S.R.-Delft.
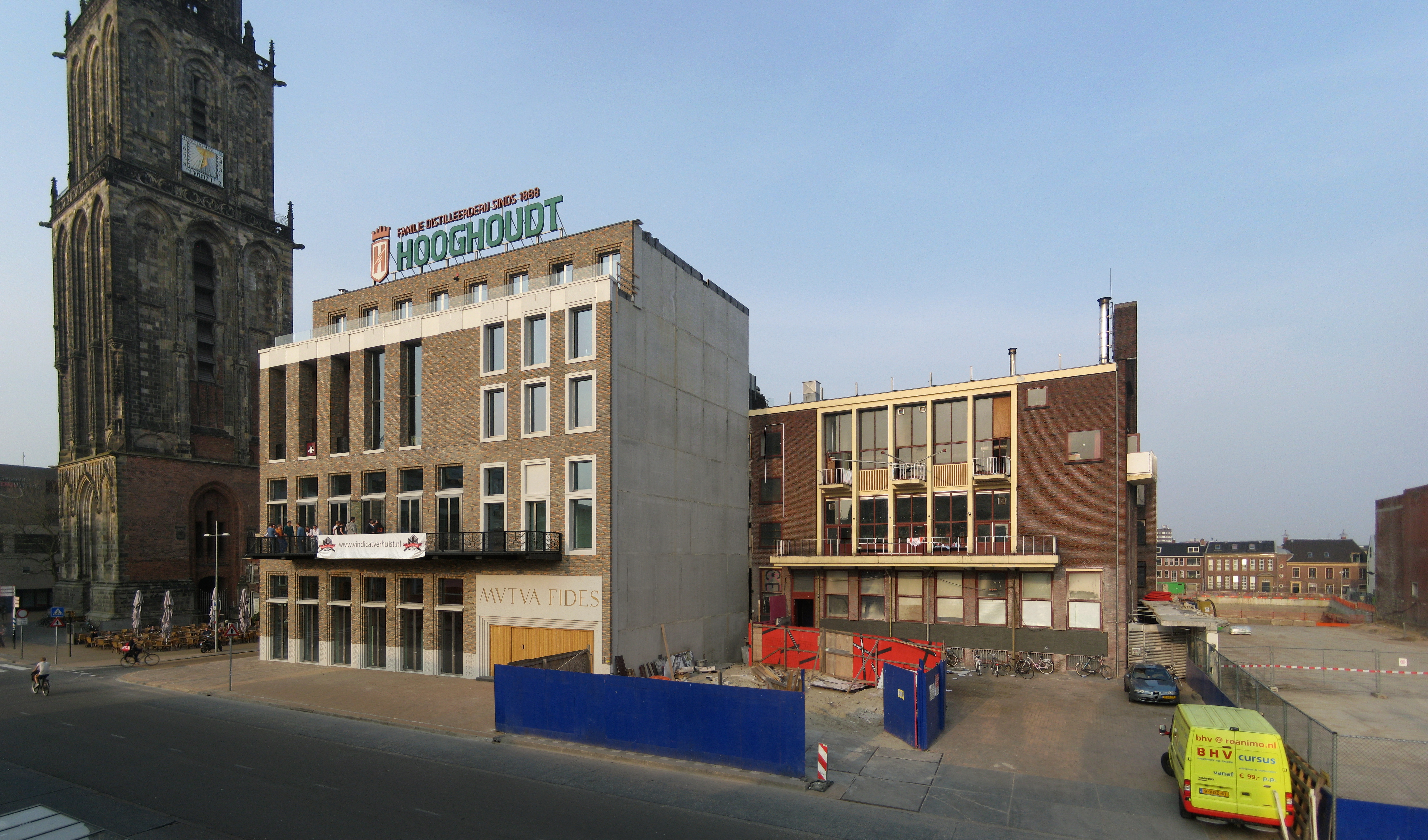
Sociëteit Mutua Fides van Vindicat atque Polit in Groningen.
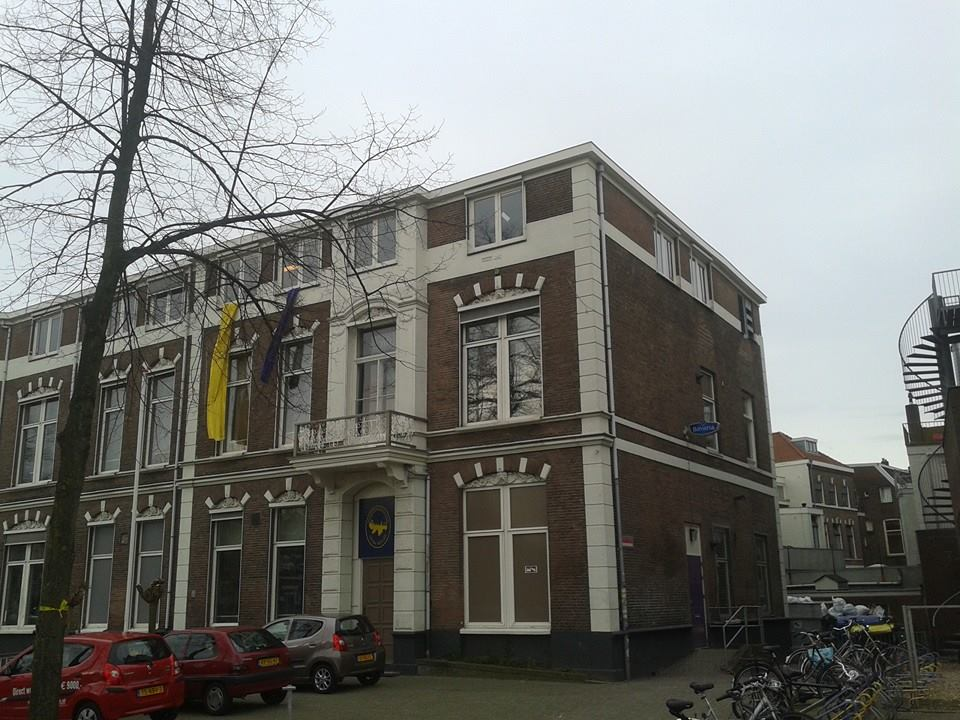
Sociëteit De Kelder van Ovum Novum in Nijmegen.

## Religieuze sociëteiten
Een sociëteit is tevens een aanduiding van een rooms-katholieke orde, congregatie of gemeenschap van apostolisch leven. De bekendste is wellicht de Sociëteit van Jezus, de vernederlandste Latijnse naam van de orde der jezuïeten (Societas Jesu). Een andere bekende sociëteit is het missiegezelschap van de paters van Cadier en Keer, de Sociëteit voor Afrikaanse Missiën.
Sinds 1811 hebben de doopsgezinde gemeenten in Nederland zich verenigd in de Algemene Doopsgezinde Sociëteit.

## Voorbeelden van sociëteiten

### In Nederland

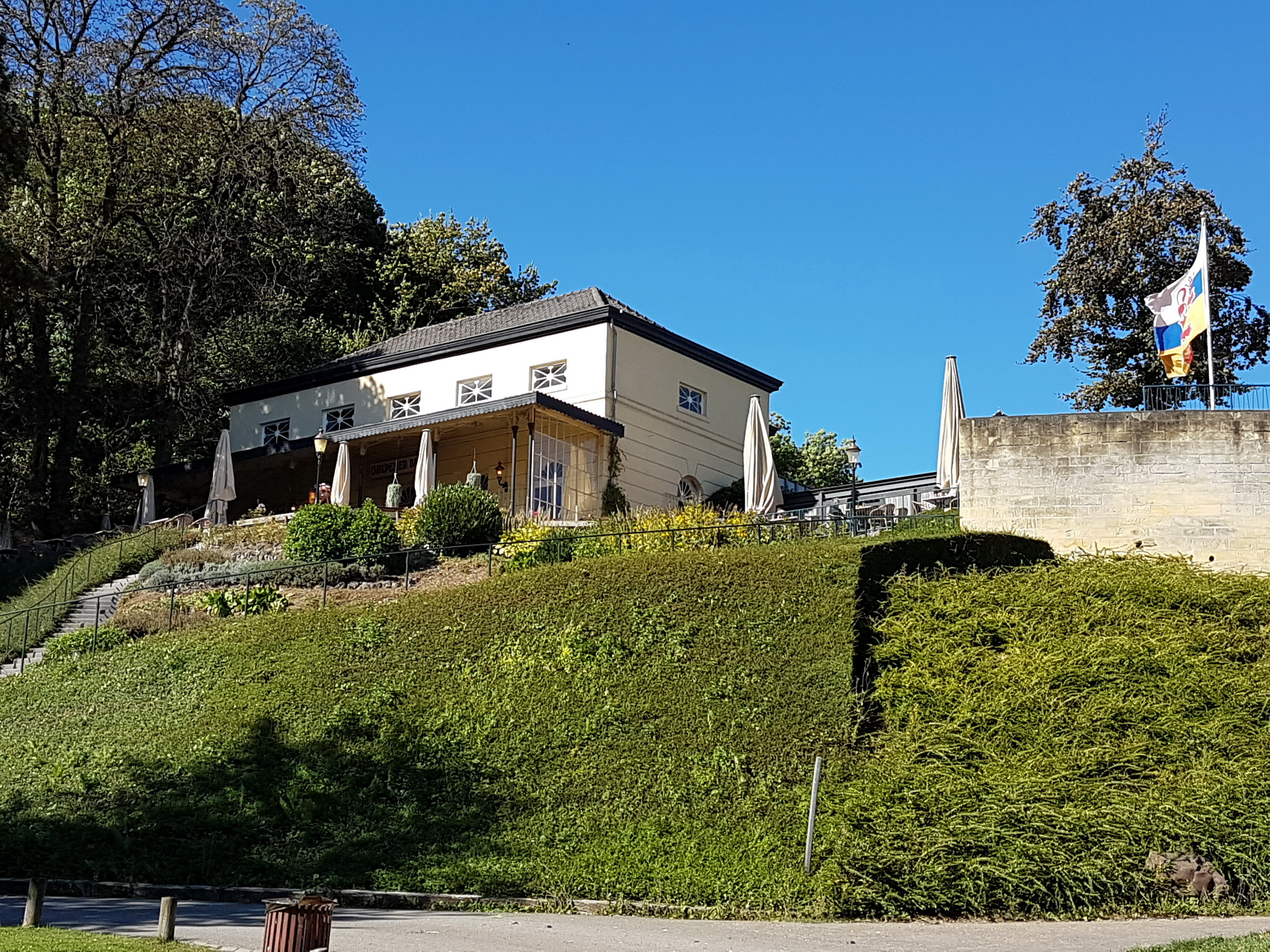
Buitensociëteit Slavante (1846) op de Sint-Pietersberg in Maastricht

- Haagsche Club (Groote Sociëteit of Grande Société) in Den Haag (opgericht in 1748).
- Groote Sociëteit, sociëteit aan het Vrijthof te Maastricht (opgericht in 1760) met buitensociëteit Slavante op de Sint-Pietersberg (1846).
- Groote Sociëteit in Tiel; claimt de oudste nog bestaande, want niet-gefuseerde, sociëteit van Nederland te zijn (opgericht in 1764).
- Nieuwe of Littéraire Sociëteit De Witte aan het Plein in Den Haag; bestaat sinds 1782 (eerst voor mannen, sinds de jaren 1990 als gemengde sociëteit).
- Vaderlandsche Sociëteit, Kalverstraat in Amsterdam (opgericht in 1783-1787) daarna als Doctrina et Amicitia (opgericht 1788-1922) fuseerde met De Groote Club, hoek Dam-Kalverstraat (opgericht in 1872-1976) fuseerde met De Industrieele Club, hoek Dam-Rokin (opgericht in 1913) Sinds 2013 de Koninklijke Industrieele Groote Club.
- Sociëteit de Besognekamer in Den Haag (opgericht in 1795).
- Sociëteit Eendracht Maakt Macht in Nijmegen (1775-1778)
- Sociëteit de Verdraagzaamheid in Zaltbommel (opgericht in 1803)
- Sociëteit De Harmonie, aan de Lange Burchtstraat (oude Stadsgracht) te Nijmegen (1812-1935, doorstart als Nieuwe Sociëteit De Harmonie in 1934).
- Arti et Amicitiae aan het Rokin in Amsterdam (kunstenaarssociëteit; sinds 1839).
- Sociëteit Momus, herensociëteit aan het Vrijthof te Maastricht (1840-1939).
- Sociëteit De Vereeniging in Den Haag (opgericht in 1851).
- Sociëteit De Vereeniging in Utrecht (opgericht in 1869).
- Sociëteit De Vereeniging in Nijmegen (opgericht in 1882).
- Sociëteit Gezelligheid in Helmond (opgericht in 1871)
- Sociëteit Heessche Club Nijmegen in Hees, Nijmegen (1890-1925)
- Sociëteit Van Ongenuchten Vrij, gevestigd in 't Soepuus te Goes (opgericht in 1806).
- Trou moet Blycken te Haarlem, rederijkerskamer opgericht in 1503 of eerder (in de 19e eeuw heropgericht als sociëteit).
- Societeit De Harmonie in Groningen sinds 1840, https://www.societeitdeharmonie.nl/
- Smedengilde en Sint Eloyen Gasthuis in Utrecht; bestond als gilde sinds de 13e eeuw (in 1884 heropgericht als sociëteit).
- De Schakel, de sociëteit van homo-emancipatievereniging COC in Amsterdam (1955-1978).

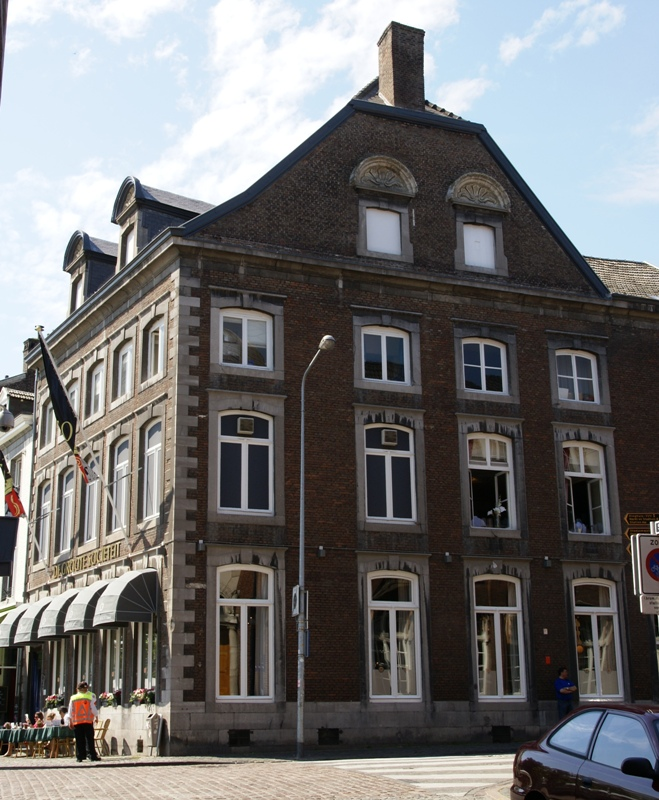
Groote Sociëteit, Maastricht
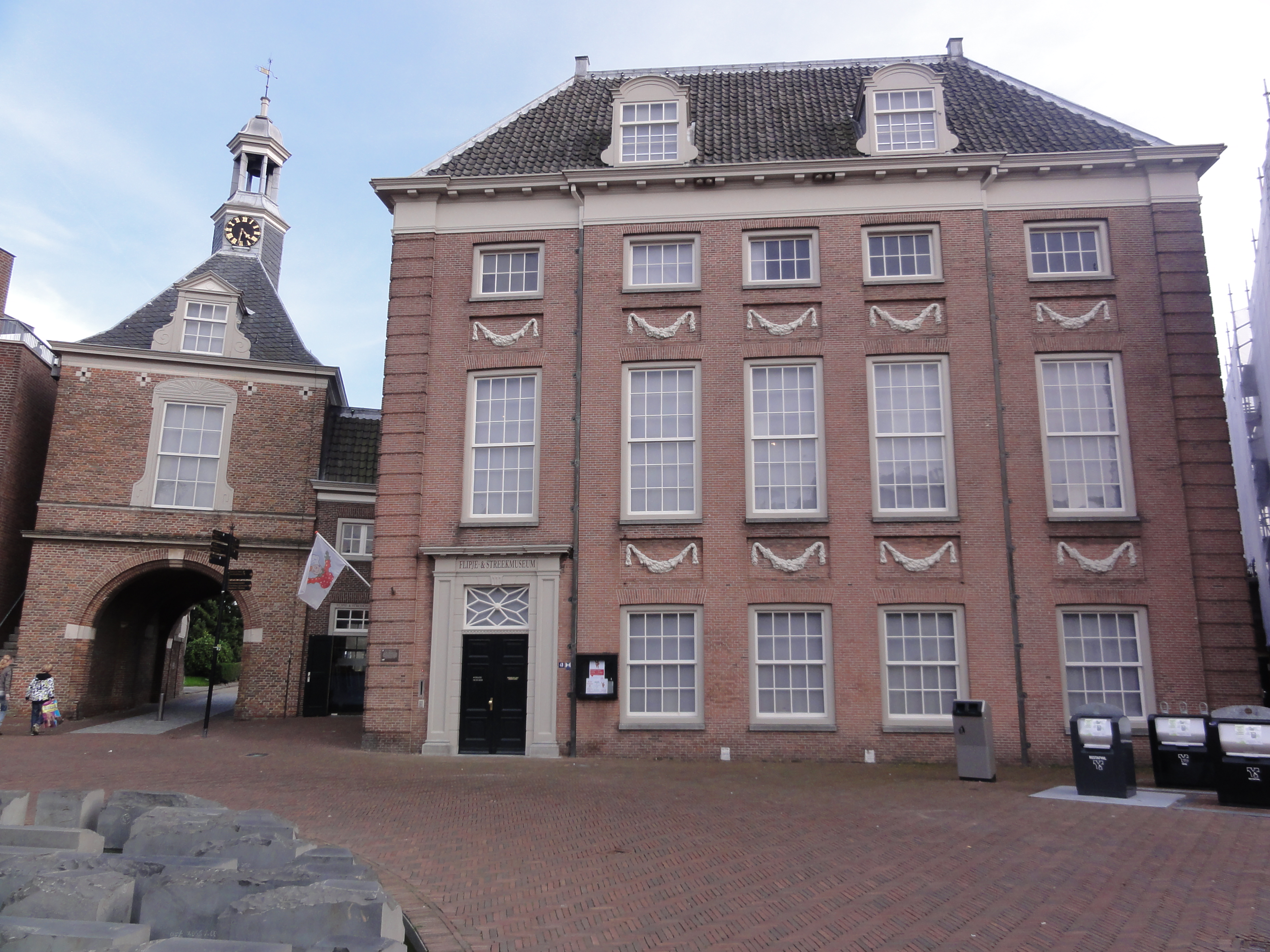
Groote Sociëteit, Tiel
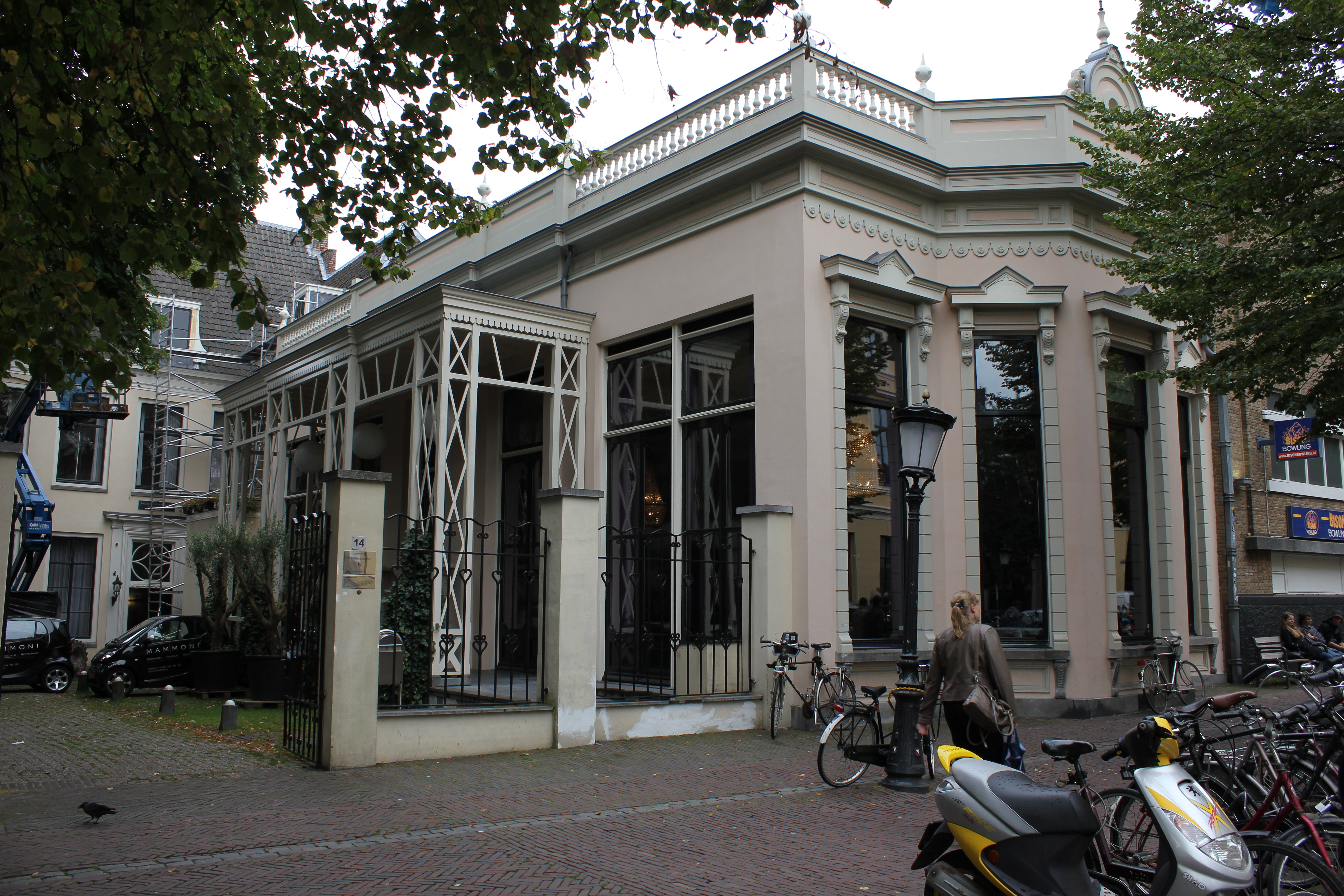
De Vereeniging, Utrecht
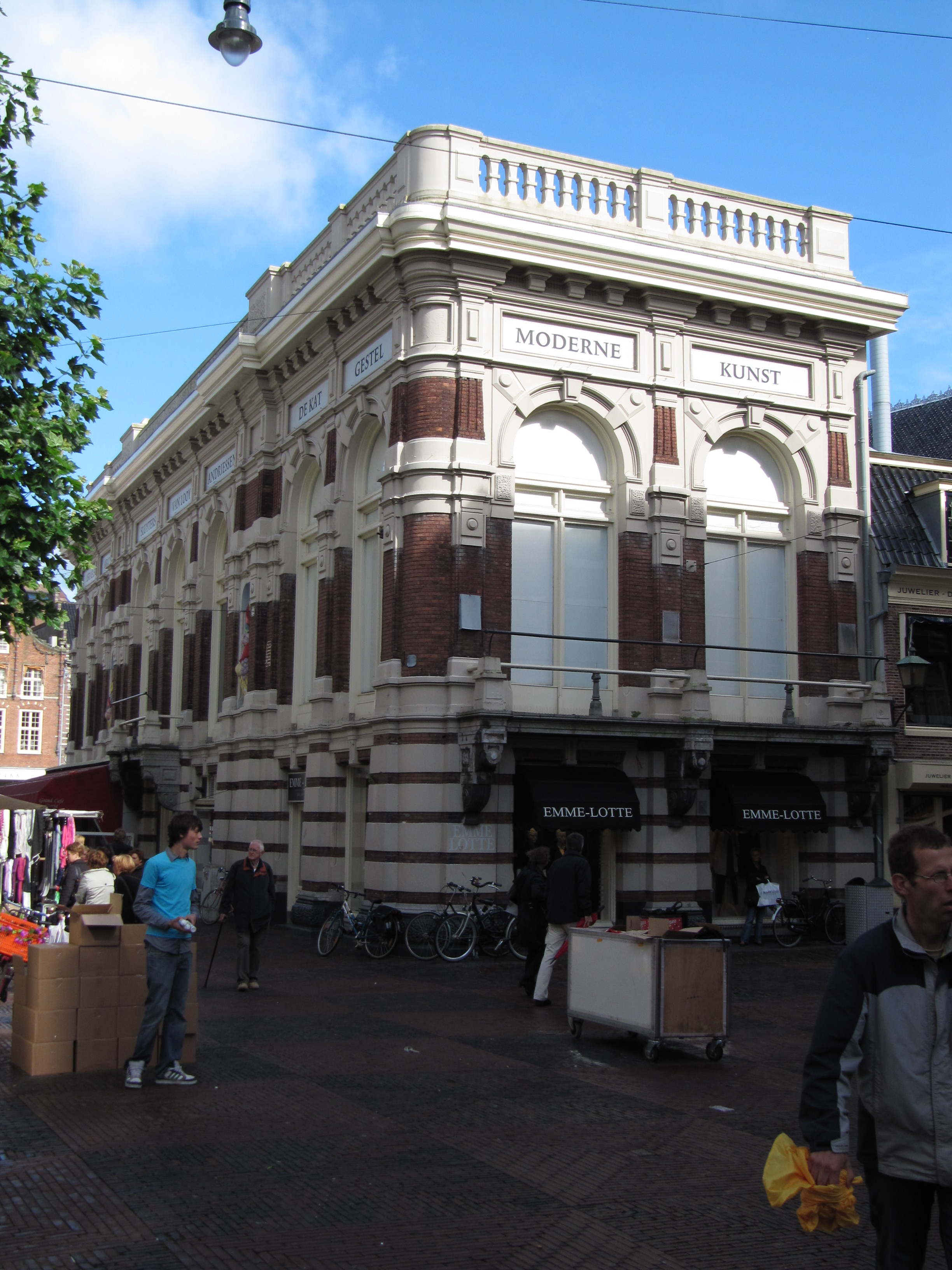
Trou moet blycken, Haarlem